# Карл Фридрих Гогенцоллерн
Принц Карл Фридрих Гогенцоллерн (нем. Karl Friedrich Emich Meinrad Benedikt Fidelis Maria Michael Gerold Prinz von Hohenzollern; род. 20 апреля 1952, Зигмаринген, земля Баден-Вюртемберг) — немецкий предприниматель, действующий глава княжеского дома Гогенцоллерн-Зигмаринген (с 16 сентября 2010 года).

## Биография
Принц родился 20 апреля 1952 года в Зигмарингене, земля Баден-Вюртемберг. Старший сын Фридриха Вильгельма Гогенцоллерна (1924—2010), главы дома Гогенцоллерн-Зигмаринген (1965—2010), и принцессы Маргариты Лейнингенской (1932—1996).
Изучал банковское дело в Бернском университете. С 1984 года работает в семейном бизнесе. Еще до смерти своего отца в 2010 года был назначен его доверенным лицом и стал фактическим руководителем семейного дела.

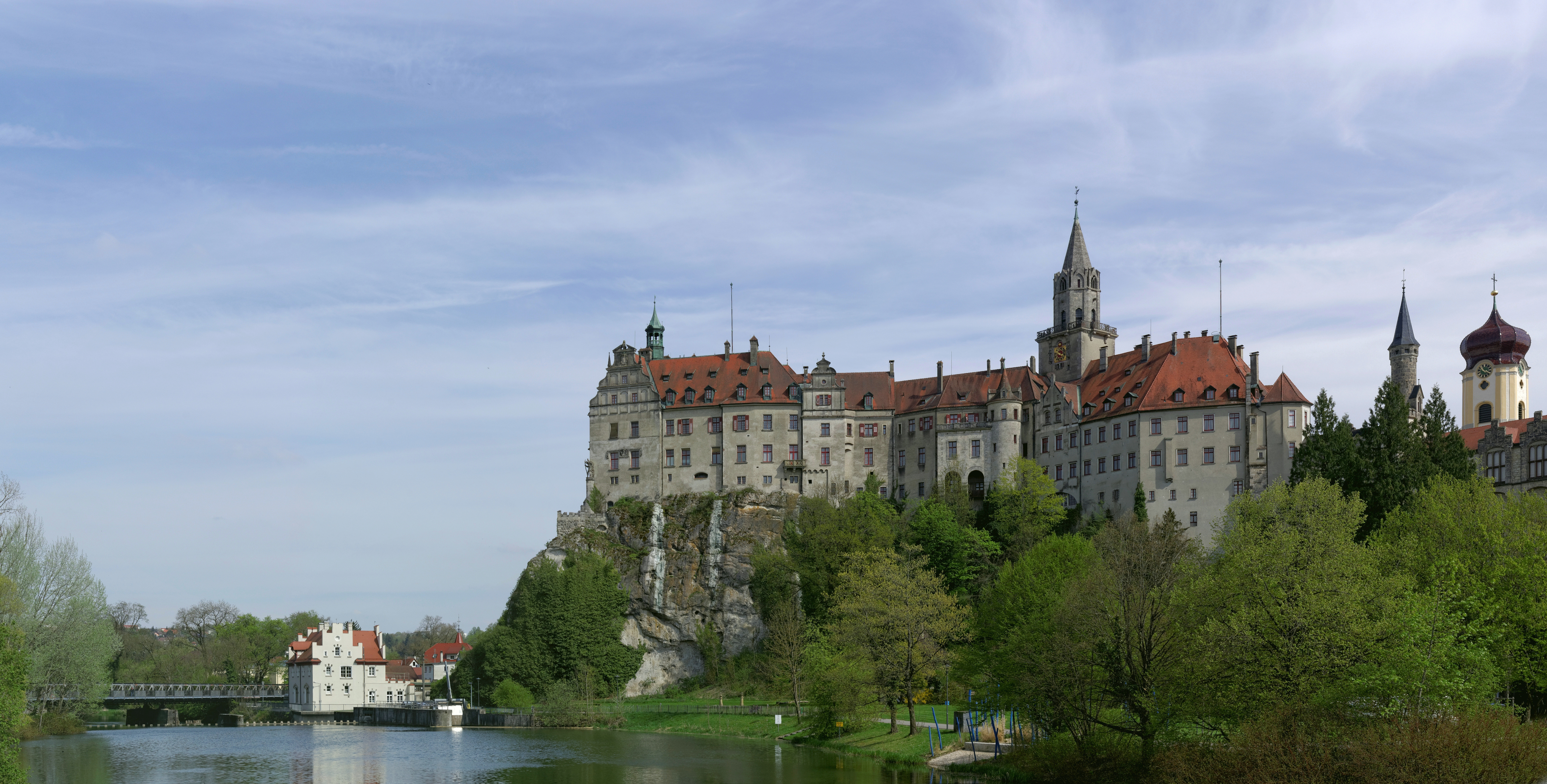
Замок Зигмаринген

Принц Карл Фридрих Гогенцоллерн является председателем и единственным владельцем компании «Unternehmensgruppe Fürst von Hohenzollern», входящей в состав группы компаний «Fürst von Hohenzollern». Он владеет недвижимостью и лесами, а также 50 % доли в компании «Zollern GmbH und Co. KG» (со штатом в 2800 сотрудников).
Согласно румынской конституции 1923 года, принц Карл Фридрих Гогенцоллерн являлся вероятным претендентом на королевский трон Румынии. Однако в интервью от 2009 года принц Карл Фридрих заявил, что не интересуется румынским престолом.
В сентябре 2010 года после смерти своего отца Карл Фридрих, носивший титул наследного принца, стал новым главой княжеского рода Гогенцоллерн-Зигмаринген.

## Брак и дети
17 мая 1985 года принц женился в Бойронском аббатстве (Баден-Вюртемберг) на Александре Шенк фон Штауффенберг (род. 25 мая 1960), дочери графа Клеменса Антона Шенка фон Штауффенберга (родственника полковника Клауса Шенка графа фон Штауффенберга) и его жены графини Клементины Елизаветы Вольф-Меттерних цу Грахт. Супруги были разведены 21 января 2010 года в Зигмарингене. У них четверо детей:
- Александр Фридрих Антониус Йоханнес Гогенцоллерн-Зигмаринген (род. 16 марта 1987), наследный принц с 2010 года
- Принцесса Филиппа Мари Каролина Изабель Гогенцоллерн-Зигмаринген (род. 2 ноября 1988)
- Принцесса Фламиния Пия Эйлика Стефани Гогенцоллерн-Зигмаринген (род. 9 января 1992), её крестной матерью была эрцгерцогиня Эйлика Австрийская (род. 1972), жена эрцгерцога Георга фон Габсбурга
- Принцесса Антония Елизавета Георгина Татьяна Гогенцоллерн-Зигмаринген (род. 25 июня 1995), её крестная мать — принцесса Татьяна Лихтенштейнская (род. 1973), дочь Ханса-Адама II.

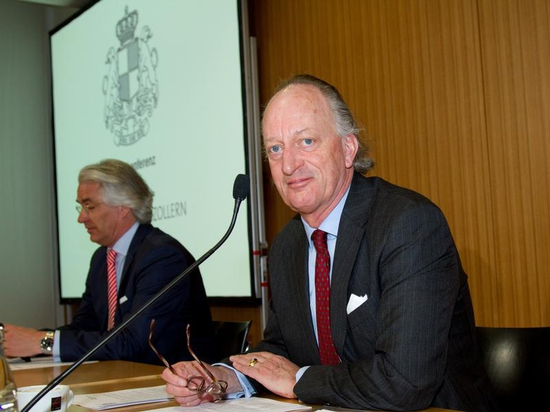
Карл Фридрих Гогенцоллерн на 950-летнем юбилее дома Гогенцоллерн-Зигмаринген

17 июля 2010 года Карл Фридрих Гогенцоллерн вторично женился на Катарине (Нине) де Цомер (род. 1959), немецком фотографе. Принц живет в замке Зигмаринген. Он также владеет замком Краухенвис (резиденция его первой жены), охотничьим домиком в парке Josefslust и замок Умкирх.

## Титулы
- 20 апреля 1952 — 6 февраля 1965 — Его Светлость Принц Карл Фридрих Гогенцоллерн
- 6 февраля 1965 — 16 сентября 2010 — Его Светлость Наследный принц Гогенцоллерн
- 16 сентября 2010 — настоящее время — Его Высочество Принц Гогенцоллерн.